# فريق بيركوتس
فريق بيركوتس، (بالإنجليزية: Berkuts)‏. هو فريق مظاهر استعراض جوي، مرتبطين بسلاح الجو الروسي.